# Романьезе
Романьезе (итал. Romagnese) — коммуна в Италии, располагается в регионе Ломбардия, в провинции Павия.
Население составляет 796 человек (2008 г.), плотность населения составляет 27 чел./км². Занимает площадь 30 км². Почтовый индекс — 27050. Телефонный код — 0383.
Покровителем коммуны почитается святой Лаврентий, празднование 10 августа.

## Демография
Динамика населения:

## Администрация коммуны
- Официальный сайт: